# Бадуарий
Бадуарий (др.-греч. Βαδουάριος, лат. Baduarius; умер в 577, Византия) — византийский полководец и государственный деятель, аристократ, зять византийского императора Юстина II (годы правления 565—578). Возможно, занимал должность префекта Италии с 574 по 577 год. В начале царствования императора рассматривался как потенциальный наследник.

## Биография
О Бадуарии упоминается в сочинениях нескольких раннесредневековых авторов, в том числе, в трудах Кориппа, Иоанна Бикларийского, Феофилакта Симокатты и Феофана Исповедника.
Бадуарий, возможно, приходился сыном или внуком одноимённому дуксу Малой Скифии в 528 году. Был женат на дочери императора Юстина II Аравии. В день своего восшествия на престол 14 ноября 565 года тесть пожаловал Бадуарию титул куропалата. До того он уже обладал титулом патрикий.
Примерно в 566 или 567 году Бадуарию было приказано собрать армию на Нижнем Дунае (в Мёзии и Малой Скифии), чтобы помочь гепидам в войне против лангобардов. Византийцы выиграли первое сражение, но затем король гепидов Кунимунд в нарушение договоренности отказался вернуть Византии Сирмий. Оставшись без помощи против напавших одновременно на его владения лангобардов и аваров, Кунимунд был побеждён и убит. Должность Бадуария в этой военной кампании неясна: возможно, он был magister militum префектуры Иллирик, magister militum без назначенной области, или же quaestor exercitus.
В 573 году Бадуарий был направлен императором в Италию, чтобы противостоять лангобардскому завоеванию Апеннинского полуострова. Однако в решающем сражении в 576 году Бадуарий был разбит лангобардами и вскоре после этого умер. Мнение Ш. Диля о том, что Будуарий мог быть первым экзархом Равенны, не поддерживается современными историками.
В браке Бадуария и Аравии, возможно, родилась дочь Фирмина, что засвидетельствовано в датированной 564 годом надписи. Фраза неясна: она содержит греческое слово, которое можно рассматривать как «γενημένη» или «γενόμενη» Аравии. Термин «γενημένη» означает «рождённый от» и заставляет читать фразу как «Фирмина, дочь Аравии», тогда как «γενόμενη» означает «кто стал». Сайрил Мэнго перевёл фразу как «Фирмина, которая стала нянькой Аравии».